# Revoluciones industriales
Revoluciones industriales es la denominación historiográfica de al menos tres procesos de revolución tecnológica que se producen en la Edad Contemporánea, protagonizados por la industria. No se limitan simplemente a los cambios económicos, sino que constituyen el factor esencial del paso de la sociedad preindustrial a la sociedad industrial y luego a la sociedad postindustrial y a los cambios políticos posteriores (véase también:revoluciones liberales;revoluciones burguesas). La dimensión histórica de tales transformaciones es únicamente equiparable a la denominada revolución neolítica (que, en la prehistoria, hizo pasar a la humanidad de la fase cazadora-recolectora a la fase agrícola-ganadera).

## Primera revolución industrial
La Revolución Industrial o Primera Revolución Industrial es el proceso de transformación económica, social y tecnológica que se inició en la segunda mitad del siglo XVIII en el Reino de Gran Bretaña, que se extendió unas décadas después a gran parte de Europa occidental y América Anglosajona y que concluyó entre 1820 y 1840; y que sucedió a la revolución comercial. Durante este periodo se vivió el mayor conjunto de transformaciones económicas, tecnológicas y sociales de la historia de la humanidad desde el Neolítico, que vio el paso desde una economía rural basada fundamentalmente en la agricultura y el comercio a una economía de carácter urbano, industrializada y mecanizada.
La Revolución Industrial marca un punto de inflexión en la historia, modificando e influenciando todos los aspectos de la vida cotidiana de una u otra manera. La producción tanto agrícola como de la naciente industria se multiplicó a la vez que disminuía el tiempo de producción. A partir de 1800 la riqueza y la renta per cápita se multiplicó como no lo había hecho nunca en la historia, pues hasta entonces el PIB per cápita se había mantenido prácticamente estancado durante siglos. En palabras del premio Nobel Robert Lucas:

Cita: … for the first time in history, the living standards of the masses of ordinary people have begun to undergo sustained growth (…) Nothing remotely like this economic behaviour is mentioned by the classical economists, even as a theoretical possibility …
Traducción de la cita: … por primera vez en la historia, el nivel de vida de las masas de gente común empezó a experimentar un crecimiento sostenido (…) Nada remotamente parecido a este comportamiento económico es señalado por los economistas clásicos, ni siquiera como una posibilidad teórica …

A partir de este momento se inició una transición que acabaría con siglos de una mano de obra basada en el trabajo manual y el uso de la tracción animal, siendo estos sustituidos por maquinaria para la fabricación industrial y para el transporte de mercancías y pasajeros. Esta transición se inició hacia finales del siglo XVIII en la industria textil, así como en lo relacionado con la extracción y utilización de carbón. La expansión del comercio fue posible gracias al desarrollo de las comunicaciones, con la construcción de vías férreas, canales y carreteras. El paso de una economía fundamentalmente agrícola a una economía industrial influyó sobremanera en la población, que experimentó un rápido crecimiento sobre todo en el ámbito urbano. La introducción de la máquina de vapor de James Watt (patentada en 1769) en las distintas industrias fue el paso definitivo en el éxito de esta revolución, pues su uso significó un aumento espectacular de la capacidad de producción. Más tarde, el desarrollo de los barcos y ferrocarriles a vapor, así como el desarrollo en la segunda mitad del siglo XIX del motor de combustión interna y la energía eléctrica, supusieron un progreso tecnológico sin precedentes.
Como consecuencia del desarrollo industrial nacieron nuevos grupos o clases sociales encabezadas por el proletariado —los trabajadores industriales y campesinos pobres— y la burguesía, dueña de los medios de producción y poseedora de la mayor parte de la renta y el capital. Esta nueva división social dio pie al desarrollo de problemas sociales y laborales, protestas populares y nuevas ideologías que propugnaban y demandaban una mejora de las condiciones de vida de las clases más desfavorecidas, por la vía del sindicalismo, el socialismo, el anarquismo, o el comunismo.
Aún sigue habiendo discusión entre historiadores y economistas sobre las fechas de los grandes cambios provocados por la Revolución Industrial. El comienzo más aceptado de lo que podríamos llamar Primera Revolución Industrial, se podría situar a finales del siglo XVIII, mientras su conclusión se podría situar a mediados del siglo XIX, con un período de transición ubicado entre 1840 y 1870. Por su parte, lo que podríamos llamar Segunda Revolución Industrial, partiría desde mediados del siglo XIX a principios del siglo XX, destacando como fecha más aceptada de finalización a 1914, año del comienzo de la Primera Guerra Mundial. El historiador marxista Eric Hobsbawm, considerado pensador clave de la historia del siglo XX sostenía que el comienzo de la Revolución Industrial debía situarse en la década de 1780, pero que sus efectos no se sentirían claramente hasta 1830 o 1840. En cambio, el historiador económico inglés Thomas Southcliffe Ashton declaraba por su parte que la Revolución Industrial tuvo sus inicios entre 1760 y 1830.

## Segunda revolución industrial
La Segunda Revolución Industrial se refiere a los cambios interrelacionados que se produjeron aproximadamente entre 1870 hasta 1914, cuando se inició la Primera Guerra Mundial. Durante este tiempo los cambios sufrieron una fuerte aceleración. El proceso de industrialización cambió su naturaleza y el crecimiento económico varió de modelo. Los cambios técnicos siguieron ocupando una posición central, junto a las innovaciones técnicas concentradas, esencialmente, en nuevas fuentes de energía como el gas y la electricidad, nuevos materiales como el acero y el petróleo; nuevos sistemas de transporte (avión, automóvil, nuevas máquinas a vapor) y comunicación (radio, teléfono) indujeron transformaciones en cadena que afectaron al factor trabajo, al sistema educativo y científico, al tamaño de la gestión de las empresas, a la forma de organización del trabajo, al consumo, hasta desembocar también en la política.
Este proceso se produjo en el marco de la denominada primera globalización, que supuso una progresiva internacionalización de la economía, que funcionaba de forma creciente a escala mundial por la revolución de los transportes. Ello condujo a su extensión a más territorios que la primera revolución, limitada a Gran Bretaña, y que llegó a alcanzar a casi toda Europa occidental, la América anglosajona y el Imperio del Japón.

## Tercera revolución industrial
La Tercera Revolución Industrial (también llamada RCT) es un nuevo concepto y una fusión de ideas, que fuera planteado por Jeremy Rifkin, y avalado por el Parlamento Europeo en una declaración formal aprobado en junio de 2006. Esta temática ha sido desarrollada por el autor intensamente a lo largo de los últimos años en diferentes medios y reuniones. El documental de “Vice Documentary Films” expone resumidamente de boca del autor cómo puede ser entendida y promovida esta revolución, así como su fundamental importancia para la humanidad.
En el transcurrir de la historia, las transformaciones económicas suelen presentarse cuando convergen las nuevas tecnologías de la comunicación con los nuevos sistemas de generación energética. Las nuevas formas de comunicación se convierten en el medio de organización y gestión que las civilizaciones más complejas han hecho posible mediante el desarrollo y el uso de nuevas fuentes de energía. La conjunción en el siglo XXI del avance de las tecnologías de las comunicaciones, junto al gran desarrollo y uso de Internet, así como de las energías renovables, están dando lugar a lo que bien podríamos llamar 'Tercera Revolución Industrial' o 'Tercera Revolución Tecnológica', la que estaría caracterizada por:
1. El cambio a una mayor utilización de las energías renovables.
2. Una transformación cada vez mayor de cierto tipo de edificaciones en generadores de energía propiamente dichas.[23]
3. El desarrollo de las baterías recargables, de la Pila de Combustible, y de otras nuevas tecnologías de almacenamiento de energía.
4. El desarrollo de la red eléctrica inteligente o red de distribución de energía eléctrica “inteligente” (smart grid).
5. El desarrollo del transporte basado en el vehículo eléctrico (vehículos todo-eléctricos, híbridos enchufables e híbridos eléctricos regulares) así como de pilas de combustible, utilizando la electricidad renovable como energía de propulsión.[24][25][26]

## Cuarta revolución industrial
La Cuarta revolución industrial, también conocida como  Industria 4.0 o Revolución industrial etapa cuatro, es una propuesta de periodización que sostiene que los avances tecnológicos implementados desde la segunda década del siglo XXI conformaban una nueva etapa de transformación industrial, la cuarta, desde el inicio de la revolución industrial en el siglo XVIII y para algunos la más importante. La propuesta sostiene la innovación productiva en esta etapa y se caracteriza por la fusión de tecnologías y la desintegración de las fronteras entre las esferas física, digital, y biológica. Diversos autores han criticado la hipótesis de la existencia de una cuarta revolución industrial, tanto conceptualmente como histórica y socialmente, y han llegado incluso a sostener que se trata de un eslogan comercial creado por Klaus Schwab para vender su libro, titulado con dicha expresión.
El concepto Cuarta Revolución Industrial fue acuñado por Klaus Schwab fundador del Foro Económico Mundial en el contexto de la edición del Foro Económico Mundial 2016. Schwab sostiene que si la tercera revolución industrial es la revolución digital, que ha estado en vigor desde mediados del siglo XX y se caracteriza por una fusión de tecnologías que está difuminando las líneas entre lo físico, esferas digitales y biológicas, esta cuarta etapa está marcada por avances tecnológicos emergentes en una serie de campos, incluyendo robótica, inteligencia artificial, cadena de bloques, nanotecnología, computación cuántica, biotecnología, internet de las cosas, impresión 3D, y vehículos autónomos. Klaus Schwab lo asocia también con la «segunda era de la máquina».
Según esta periodización, la «Industria 4.0» es la tendencia actual de automatización y el intercambio de datos, particularmente en el marco de las tecnologías de manufactura y desarrollo. Principalmente incluye los sistemas ciberfísicos, el internet de las cosas y la computación en la nube.

### Otras denominaciones propuestas
En ocasiones se proponen denominaciones como "cuarta revolución industrial".
El gobierno alemán ha diseñado la política Industrie 4.0, cuyo numeral pretende relacionarse con las transformaciones de esa "cuarta revolución".
```
︎︎
```

- Revolución